# Homelix annuliger
Homelix annuliger är en skalbaggsart som beskrevs av Aurivillius 1914. Homelix annuliger ingår i släktet Homelix och familjen långhorningar.
Artens utbredningsområde är Malawi. Inga underarter finns listade i Catalogue of Life.